# محمد عزالدین جمال
محمد عزالدین جمال (انگلیسی: Mohamed Ezz-el-Din Gamal؛ زادهٔ) بازیکن فوتبال اهل مصر است.
وی همچنین در تیم ملی فوتبال مصر بازی کرده‌است.